# Tokunoshima (Kagoshima)
Tokunoshima (徳之島町, Tokunoshima-chō) est un bourg du district d'Ōshima, dans la préfecture de Kagoshima, au Japon.

## Géographie

### Situation
Tokunoshima est situé dans la partie orientale de l'île de Tokuno.

### Démographie
Au 1er novembre 2014, la population de Tokunoshima s'élevait à 11 491 habitants répartis sur une superficie de 104,87 km2.